# سرمایه‌گذاری ریوکان
سرمایه‌گذاری ریوکان (انگلیسی: RioCan Investment) شرکت املاک کانادایی است، که در سال ۱۹۹۳ تأسیس شد. 